# Hodousice
Hodousice (dříve též Horousice či Horušice) jsou vesnice, část města Nýrsko v okrese Klatovy v Plzeňském kraji. Nachází se asi dva kilometry východně od Nýrska. Je zde evidováno 56 adres. V roce 2011 zde trvale žilo 112 obyvatel.
Hodousice jsou také název katastrálního území o rozloze 4,35 km².

## Historie
První písemná zmínka o vesnici pochází z roku 1373.

## Obyvatelstvo
| Rok            | 1869 | 1880 | 1890 | 1900 | 1910 | 1921 | 1930 | 1950 | 1961 | 1970 | 1980 | 1991 | 2001 | 2011 | 2021 |
| -------------- | ---- | ---- | ---- | ---- | ---- | ---- | ---- | ---- | ---- | ---- | ---- | ---- | ---- | ---- | ---- |
| Počet obyvatel | 336  | 446  | 425  | 425  | 545  | 781  | 740  | 175  | 159  | 164  | 133  | 111  | 106  | 112  | 107  |
| Počet domů     | 48   | 59   | 63   | 67   | 73   | 105  | 118  | 61   | 52   | 43   | 41   | 43   | 46   | 48   | 48   |

## Obecní správa
Při sčítání lidu v letech 1850–1975 Hodousice byly samostatnou obcí v okrese Klatovy. Od 1. července 1975 jsou částí města Nýrsko v okrese Klatovy. V letech 1850–1929 k obci patřily České Hamry a Starý Láz a v letech 1850–1929 a v letech 1961–1975 také Blata.